# Gambit de rei
El gambit de rei és una obertura d'escacs caracteritzada pels moviments 1.e4 e5 2.f4
Al segon moviment les blanques ofereixen un peó a l'adversari; aquest peó és del flanc de rei, cosa que dona nom a l'obertura. L'oferiment del peó es basa en la perspectiva d'assolir el domini de les caselles centrals del tauler, i d'assegurar la iniciativa. En els escacs actuals, en què els sistemes i les estratègies defensives han experimentat un gran desenvolupament, és una obertura minoritària i molt arriscada. En canvi, era una de les obertures principals i més freqüents al segle xix, i per això és considerada el paradigma de l'Escola Romàntica d'escacs, els jugadors de la qual tenien un estil de joc especialment dinàmic i agressiu. Un exponent tardà d'aquest estil de joc fou l'austríac Rudolf Spielmann (1883-1942), qui era conegut com a "El mestre de l'atac" i com a "El darrer cavaller del gambit de rei".

## Història
El gambit de rei ha estat una de les obertures més populars des de fa més de 300 anys i ha estat jugat per molts dels millors escaquistes en moltes de les millors partides de la història, inclosa per exemple la Partida Immortal. No obstant això, alguns jugadors han opinat de manera divergent pel que fa a la seva viabilitat. François-André Danican Philidor (1726-1795), el màxim teòric del seu temps, va escriure que el gambit de rei hauria de finalitzar en taules amb la millor resposta per ambdues parts, afirmant que "una partida igualment ben atacada i defensada mai és un decisiva, ja sigui d'un costat o de l'altre". Siegbert Tarrasch, un dels jugadors més bons del món a finals del segle xix i principis del XX, va escriure sobre l'obertura que era "un error decisiu" i que "és gairebé bogeria jugar el gambit de rei".
De la mateixa manera, el futur campió mundial Bobby Fischer va escriure un famós article, "A Bust to the King's Gambit", en el qual afirmava: "En la meva opinió, el gambit de rei està refutat. Es perd per força" i va oferir la seva defensa de Fischer (3... d6) com a refutació. El Mestre de la FIDE Graham Burgess, al seu llibre The Mammoth Book of Chess, va assenyalar la discrepància entre la teoria del gambit de rei i Wilhelm Steinitz. Steinitz havia defensat que un atac només es justifica quan un jugador té avantatge i que només es pot obtenir avantatge quan el rival comet un error. Com que 1 ... e5 no sembla una bestiesa, per tant, les blanques no haurien de llançar cap atac.
Si bé el gambit de rei acceptat era un element bàsic dels escacs d'època romàntica, l'obertura va començar a declinar amb el desenvolupament de la teoria d'obertures i les millores de la tècnica defensiva a les darreries del segle xix. Cap als anys vint, les obertures basades en 1.e4 van disminuir en popularitat amb la popularitat de l'escola hipermoderna, i molts jugadors van canviar a les obertures 1.d4 i 1.c4 i el joc posicional.
Després de la Segona Guerra Mundial, les obertures amb 1.e4 es van tornar a fer més populars, sent David Bronstein el primer mestre en dècades que va fer servir el gambit de rei en partides serioses. Va inspirar Borís Spasski perquè també jugués el gambit de rei, tot i que Spassky no estava disposat a arriscar-se a l'obertura en cap de les seves partides del Campionat Mundial. Tot i això, Spassky va vèncer amb el gambit molts jugadors forts, inclòs Bobby Fischer, Zsuzsa Polgar, i contra el mateix Bronstein.
L'abril de 2012, una broma de ChessBase en associació amb Vasik Rajlich —inventor del motor d'escacs Rybka— va declarar haver demostrat amb un 99.99999999% de certesa que el gambit de rei és, en el millor dels casos, un empat per les blanques. Revelant la broma, Rajlich va admetre que la tecnologia informàtica actual no està pas a prop de resoldre aquesta tasca.
El gambit de rei és poc freqüent en el joc dels Grans Mestres moderns i és rar en els nivells més alts. L'han continuat jugant, de tota manera, un bon grapat de mestres, entre ells Joseph Gallagher, Hikaru Nakamura, Nigel Short i Alexei Fedorov.

## Gambit de rei acceptat: 2 ... exf4
Tot i que les negres accepten habitualment el gambit de rei, també són populars dos mètodes per rebutjar el gambit —la defensa clàssica (2 ... Ac5) i el contragambit de Falkbeer (2 ... d5). Després de 2 ... exf4, les dues principals continuacions del blanc són 3.Cf3 (gambit de cavall de rei) i 3.Ac4 (gambit d'alfil).

### Gambit de cavall de rei: 3.Cf3
Aquesta és la jugada més popular. Desenvolupa el cavall i impedeix 3 ... Dh4 +. Els dos principals enfocaments de les negres són intentar aferrar-se al peó amb ... g5 o retornar el peó per tal de facilitar el desenvolupament.

#### Variant clàssica: 3...g5
La variant clàssica sorgeix després de 3.Cf3 g5. El negre defensa el seu peó addicional i amenaça d'agredir el cavall f3 amb ... g4. Les principals continuacions tradicionalment han estat 4.h4 (atac de París) i 4.Ac4. Més recentment, 4.Cc3 (el gambit de Quaade o atac de Quaade) ha estat recomanat pel Gran Mestre escocès John Shaw com a alternativa (menys explorada) a 4.h4 (4.Ac4 es considera inferior).

##### 4.h4: Gambit de Kieseritzsky i el gambit d'Allgaier
El gambit de Kieseritzsky, 4.h4 g4 5.Ce5, és considerat per escriptors moderns com ara Shaw i Gallagher la línia principal després de 3 ... g5. Fou popularitzat per Lionel Kieseritzky la dècada de 1840 i utilitzat amb èxit per Wilhelm Steinitz. Borís Spasski el va fer servir per vèncer Bobby Fischer en una famosa partida a Mar del Plata el 1960. La línia principal del gambit de Kieseritzky es considera 5 ... Cf6 6.Ac4 d5 7.exd5 Ad6 8.d4, amb una posició poc clara.
4.h4 g4 5.Cg5 és el Gambit d'Allgaier, amb intenció de 5 ... h6 6.Cxf7. Aquest sacrifici de cavall és considerat dubtós per la teoria moderna.

##### 4.Ac4 g4: Gambit de Muzio i altres
L'extremadament agut gambit de Muzio sorgeix després de 4.Ac4 g4 5.0-0 gxf3 6.Dxf3, quan les blanques han entregat un cavall, però tenen tres peces que apuntant a f7. Aquesta mena de joc salvatge és poc freqüent en els escacs moderns, però les negres han de tenir cura per consolidar la seva posició. Potser la continuació més nítida és el Doble Muzio després de 6 ... Df6 7.e5 Dxe5 8.Axf7 +!?, que deixa les blanques dues peces per sota durant vuit moviments, però amb una posició que alguns jugadors consideren igualada.
Línies similars són el gambit de Ghulam Kassim, 4.Ac4 g4 5.d4, i el gambit de McDonnell, 4.Ac4 g4 5.Cc3. Generalment es consideren inferiors al Muzio, que té l'avantatge de reforçar l'atac de les blanques al llarg de la columna f. També és inferior el gambit de Lolli 4.Ac4 g4 5.Axf7+!?, que deixa les blanques amb una compensació insuficient per la peça després de 5 ... Rxf7 6.Ce5+ Re8 7.Dxg4 Cf6 8.Dxf4 d6.
El gambit de Salvio, 4.Ac4 g4 5.Ce5 Dh4+ 6.Rf1, es considera millor per a les negres per la inseguretat del rei de les blanques. Les negres poden jugar amb seguretat amb 6 ... Ch6, o contrasacrificar amb 6 ... f3 o 6 ... Cc6.

##### 4.Ac4 Ag7: gambit de Hainstein i gambit de Philidor
Una alternativa més segura a 4 ... g4 és 4 ... Ag7, que generalment porta al gambit de Hainstein després de 5.d4 d6 6.0-0 h6 o al gambit de Philidor després de 5.h4 h6 6.d4 d6 (en ambdós casos són possibles altres ordres de moviments).

##### 4.Cc3: gambit de Quaade
El gambit de Quaade (3.Cf3 g5 4.Cc3) rep el nom d'un aficionat danès que el va discutir en correspondència amb la Deutsche Schachzeitung a la dècada de 1880. El moviment ha rebut una atenció renovada després de la seva recomanació per John Shaw al seu llibre de 2013 sobre el gambit de rei. Una trampa coneguda aquí és 4 ... g4 5.Ce5 Dh4 + 6.g3 fxg3 7.Dxg4 g2 +? (7 ... Dxg4 8.Cxg4 d5 és gairebé igual) 8.Dxh4 gxh1 = D 9.Dh5! i el blanc està a prop de guanyar. La millor defensa del negre es considera 9 ... Ch6 10.d4 d6 11.Axh6 dxe5 12.Dxe5+ Ae6 13.Dxh8 Cd7 14.Axf8 0-0-0 i el blanc queda amb un clar peó de més. En lloc de, 4 ... g4 s'ha recomanat 4 ... Ag7. 4 ... d6 i 4 ... h6 transposen a la defensa de Fischer i la de Becker, respectivament. També és possible 4 ... Cc6, recomanat per Konstantín Sakàiev.
Després de 4 ... Ag7 5.d4 g4, el GM Simon Williams defensa 6.Axf4 gxf3 a la seva sèrie de vídeos DVD i a Chess.com. Les blanques tenen un cavall de menys, però un fort atac.

##### 4.d4: gambit de Rosentreter
Aquest és probable que porti a posicions similars a les del gambit de Quaade, tot i així 4 ... g4 5.Ce5 Dh4 + 6.g3 fxg3 7.Dxg4 g2 + !? (7 ... Dxg4 =) ara és viable a causa de l'amenaça contra el peó d'e4. Després de 8.Dxh4 gxh1 = John Shaw recomana 9.Cc3 per a les blanques, amb una posició complexa.

#### Defensa de Becker: 3...h6
La Defensa de Becker (3.Nf3 h6), té la idea de crear una cadena de peó a h6, g5, f4 per defensar el peó de la F4 evitant el gambit de Kieseritzky, de manera que les negres no es veuran obligades a jugar ... g4 quan juguin les blanques per minar la cadena amb h4. El blanc té l'opció de 4.b3, tot i que la línia principal continua amb 4.d4 g5 (ECO C37) i sol transposar-se a les línies de la Variació Clàssica després de 5.Bc4 Bg7 6.0-0 (ECO C38).

#### Defensa de Bonch-Osmolovsky: 3...Ne7
La poc vista Defensa de Bonch-Osmolovsky (3.Nf3 Ne7) va ser jugada per Mark Bluvshtein per derrotar l'ex finalista del títol mundial Nigel Short a Mont-real el 2007, tot i que la teoria mai ha estat considerada.

#### Defensa de Cunningham: 3...Be7
La Defensa de Cunningham (3.Nf3 Be7) amenaça una comprovació de l'h4 que pot evitar que les blanques es posin de forma permanent; a més, si les blanques no desenvolupen immediatament el bisbe del seu rei, es veurien obligats a tocar Ke2, el que va dir el bisbe. Una línia de mostra és 4.Nc3 Bh4 + 5.Ke2 d5 6.Nxd5 Nf6 7.Nxf6 + Qxf6 8.d4 Bg4 9.Qd2. El blanc té un control central fort amb els peons a d4 i e4, mentre que el negre confia en el malestar del rei de les blanques per compensar-lo.
Per evitar haver de jugar a Ke2, 4.Bc4 és la resposta més popular de les blanques. Les negres pot jugar ... Bh4 + de totes maneres, forçant 5.Kf1 (o bé el salvatge gambit de Bertin o Gambit de Tres Peons, 5.g3 fxg3 6.0-0 gxh2 + 7.Kh1, jugat al segle xix). A la pràctica moderna, és més habitual que les negres es desenvolupin simplement amb 4 ... Nf6 5.e5 Ng4, conegut com a Cunningham Modern .

#### Defensa Moderna: 3...d5
La Defensa Moderna, o Defensa d'Abbazia, (3.Nf3 d5) té la mateixa idea que el Contracamp de Falkbeer i, de fet, es pot arribar mitjançant una transposició, per exemple, 2.f4 d5 3.exd5 exf4. Les negres es concentren a guanyar peces i lluitar per la iniciativa en lloc de mantenir el peó addicional. Ha estat recomanat per diverses publicacions com una manera fàcil d'igualar, tot i que les blanques mantenen un lleuger avantatge a causa de la seva activitat de peó i central extra. Si les blanques capturen (4.exd5), les negres poden jugar 4 ... Nf6 o es recuperen amb 4 ... Qxd5, moment en què es converteix en la Variació Escandinava de KGA.

#### Defensa de Fischer: 3...d6
La Defensa de Fischer (3.Nf3 d6), tot i que es coneixia anteriorment, va ser defensada per Bobby Fischer després de ser derrotat per Borís Spasski amb un gambit de Kieseritzky al torneig del Mar del Plata de 1960. Aleshores, Fischer va decidir refutar el gambit de rei, i l'any següent, el American Chess Quarterly va publicar l'anàlisi de Fischer de 3 ... d6, que va anomenar "un moviment d'espera d'alta classe".
La qüestió és que després de 4.d4 g5 5.h4 g4 les blanques no poden continuar amb 6.Ne5 com en el gambit de Kieseritzky, 6.Ng5 no té problemes per culpa de 6 ... f6! atrapant el cavall i 6.Nfd2 bloqueja el bisbe a c1. Això deixa el moviment 6.Ng1 com a única opció, quan després de sis moviments cap dels dos costats ha desenvolupat una peça. La posició lleugerament estranya resultant ofereix a les blanques bones possibilitats d'atac. Una continuació típica és 6.Ng1 Bh6 7.Ne2 Qf6 8.Nbc3 c6 9.g3 f3 10.Nf4 Qe7 amb una posició poc clara. (Korchnoi / Zak)
L'alternativa principal a 4.d4 és 4.Bc4. El joc sol continuar amb 4 ... h6 5.d4 g5 6.0-0 Bg7, passant al gambit de Hainstein, que també s'hi pot arribar a través de 3 ... g5 o 3 ... h6.

#### Defensa de MacLeod: 3...Nc6
Joe Gallagher escriu que 3.Nf3 Nc6 "mai no ha atrapat realment, probablement perquè no fa res per solucionar els problemes immediats de les negres". Igual que la defensa de Fischer, és un moviment d'espera. Un inconvenient evident és que Nc6 pot demostrar un objectiu per al peó de més endavant en l'obertura.

#### Defensa de Wagenbach: 3...h5
Una invenció del jugador hongarès / anglès, János Wagenbach. John Shaw escriu: "Si es dona el temps, les negres tenen la intenció de segellar la zona del rei amb ... h4 seguit de ... g5, aconseguint el peó addicional a f4 sense permetre minvar h2-h4. L'inconvenient és, naturalment, la quantitat de temps necessari ".

### Gambit del bisbe: 3.Bc4
De les alternatives a 3.Nf3, la més important és el gambit del bisbe, 3.Bc4.
Les blanques permeten 3 ... Qh4 + 4.Kf1, perdent el dret a la torre, però això perd el temps per a les negres després que l'inevitable Nf3 i les blanques es desenvolupin ràpidament. Les blanques també tenen l'opció de retardar el desenvolupament del seu cavall a la f3, però, en canvi, pot jugar a g3!?, Després del qual el joc es torna força agut, i les blanques tenen l'opció de Qf3 amb un atac a f7, o Kg2 amenaçant hxg3. Aquesta idea és defensada, entre d'altres, pel GM Simon Williams.
Korchnoi i Zak recomanen el millor per a les blanques 3 ... Nf6 4.Nc3 c6, o la comanda de desplaçament alternativa 3 ... c6 4.Nc3 Nf6. Després de 5.Bb3 d5 6.exd5 cxd5 7.d4 Bd6 8.Nge2 0-0 9.0-0 g5 10.Nxd5 Nc6, les negres eren una mica millor a Spielmann–Bogoljubow, Märisch Ostrau, l'any 1923.
L'altra opció principal de les negres és 3 ... d5, retornant el peó immediatament. La reproducció pot continuar 3 ... d5 4.Bxd5 Nf6 5.Nc3 Bb4 6.Nf3 Bxc3 7.dxc3 c6 8.Bc4 Qxd1 + 9.Kxd1 0-0 10.Bxf4 Nxe4 amb una posició igual (Bilguer Handbuch, Korchnoi / Zak) .
3 ... Nc6 !? està relativament sense provar, però si les blanques juguen 4.Nf3 les negres es poden transposar al gambit de Hainstein després de 4 ... g5 5.d4 Bg7 6.c3 d6 7.0-0 h6 (Neil McDonald, 1998).
El 3 ... Ne7 de Steinitz i el contracamp 3 ... f5 (el més conegut per 4.Qe2!) són generalment considerats inferiors.

### Altres tercers moviments per a les blanques
Altres tercers moviments per a les blanques poques vegades són jugats. Alguns d'aquests són:
- 3.Nc3 (Gambit de Mason o gambit de Keres)
- 3.d4 (Gambit de Villemson[33] o Gambit de Steinitz)
- 3.Be2 (Gambit de bisbe menor o gambit de Tartakower)
- 3.Qf3 (Gambit de Breyer o gambit hongarès)
- 3.h4 (Gambit de Stamma)
- 3.Nh3 (Gambit d'Eisenberg)
- 3.Kf2?! (The Tumbleweed[34])

## Gambit de rei refusat
Les negres pot refusar el peó ofert o plantejar un contragambit.

### Contragambit de Falkbeer: 2...d5
El contragambit de Falkbeer porta el nom del mestre austríac del segle xix, Ernst Falkbeer. Consisteix a 1.e4 e5 2.f4 d5 3.exd5 e4, en què el peó de les negres se sacrifica a canvi d'un desenvolupament fàcil i ràpid. Va ser en el seu moment considerada una bona opció per a les negres i va puntuar bé, però les blanques obtenen algun avantatge amb la resposta 4.d3!, i la línia va decaure després dels anys trenta.
Una interpretació més moderna del Falkbeer és 2 ... d5 3.exd5 c6!?, tal com defensava Aron Nimzowitsch. Les negres no es preocupen dels peons i aspiren a l'activitat primerenca de les peces. Les blanques tenen una millor estructura de peons i perspectives d'un millor final. La línia principal continua 4.Cc3 exf4 5.Cf3 Ad6 6.d4 Ce7 7.dxc6 Cbxc6, donant posicions anàlogues a la variant moderna del gambit acceptat.

### Defensa clàssica: 2...Ac5
Una forma comuna de rebutjar el gambit és amb 2 ... Ac5. L'alfil impedeix que les blanques s'enroquin i és tan molest que les blanques solen gastar dos temps per eliminar-lo mitjançant la maniobra Cc3-a4, per canviar a c5 o a b6. També conté un parany d'obertura per a principiants: si les blanques continuen amb 3.fxe5?? les negres continuen amb 3 ... Dh4+, i es perd la torre (4.g3 Dxe4+, que fa una forquilla al rei) o permet el mat (4.Re2 Dxe4#). Aquesta línia sovint es produeix mitjançant la transposició de línies de lobertura vienesa o de l'obertura de l'alfil, quan el blanc juga f2-f4 abans de Cf3.

### Altres segons moviments per a les negres
Altres opcions possibles, tot i que poc habituals, són el contragambit d'Adelaide 2 ... Cc6 3.Cf3 f5, defensat per Tony Miles; 2 ... d6, quan després de 3.Cf3, el millor és 3...d6 passant a la defensa de Fischer (tot i que 2 ... d6 convida les blanques a jugar a 3.d4); i 2 ... Cf6 3.fxe5 Cxe4 4.Cf3 Cg5! 5.d4 Cxf3+ 6.Dxf3 Dh4+ 7.Df2 Dxf2+ 8.Rxf2 amb un petit avantatge al final, tal com es va jugar a la partida del 1968 entre Bobby Fischer i Bob Wade a Vinkovci.
2 ... f5?! es troba entre les respostes més antigues, coneguda a partir d'una partida publicada el 1625 per Gioachino Greco. Vincenz Hruby també ho va jugar contra Mikhail Chigorin el 1882. Tot i això, es considera dubtós perquè 3.exf5 amb l'amenaça de Dh5+ proporciona a les blanques un bon joc. De vegades, la variant rep el nom de contragambit de Pantelidakis perquè Larry Evans va respondre a una pregunta de Peter Pantelidakis de Chicago sobre aquesta qüestió en una de les seves columnes de Chess Life and Review.

## Línies relacionades
A diverses línies de l'Obertura vienesa les blanques ofereixen una mena de retard al gambit de rei. Al gambit de Viena (1.e4 e5 2.Nc3 Nf6 3.f4), les negres haurien de respondre 3 ... d5, des del 3 .... exf4 ?! 4.e5 obliga al cavall a retirar-se. 1.e4 e5 2.Nc3 Nc6 3.f4 exf4 pot donar lloc al gambit de Hamppe – Muzio després de 4.Nf3 g5 5.Bc4 g4 6.0-0 gxf3 7.Qxf3 o al gambit de Steinitz després de 4.d4 Qh4 + 5.Ke2. Ambdues línies es poden arribar a través del gambit de rei, però l'ordre de desplaçament de Viena és més comú.
Les blanques també poden oferir el joc a l'obertura del bisbe, per exemple: 1.e4 e5 2.Bc4 Nc6 3.f4, tot i que això no es fa anar.

## ECO
La Enciclopèdia d'Obertures d'Escacs (ECO) té deu codis per al gambit de rei, del C30 al C39.
- C30: 1.e4 e5 2.f4 (Gambit de rei)
- C31: 1.e4 e5 2.f4 d5 (Contracamp de Falkbeer)
- C32: 1.e4 e5 2.f4 d5 3.exd5 e4 4.d3 Nf6 (Morphy, Charousek, etc.)
- C33: 1.e4 e5 2.f4 exf4 (Gambit de rei acceptat)
- C34: 1.e4 e5 2.f4 exf4 3.Nf3 (Gambit de rei i cavall)
- C35: 1.e4 e5 2.f4 exf4 3.Nf3 Be7 (Defensa de Cunningham)
- C36: 1.e4 e5 2.f4 exf4 3.Nf3 d5 (Defensa d'Abbazia)
- C37: 1.e4 e5 2.f4 exf4 3.Nf3 g5 4.Nc3 /4.Bc4 g4 5.0-0 (Gambit de Muzio)
- C38: 1.e4 e5 2.f4 exf4 3.Nf3 g5 4.Bc4 Bg7 (Philidor, Hanstein, etc.)
- C39: 1.e4 e5 2.f4 exf4 3.Nf3 g5 4.h4 (Allgaier, Kieseritzky, etc.)